# Temsirólimus
El temsirólimus es un medicamento que se utiliza para el tratamiento del carcinoma renal. Fue desarrollado por Wyeth Pharmaceuticals y aprobado por la Agencia de Alimentos y Medicamentos de EE.UU (FDA) en mayo de 2007 y por la Agencia Europea de Medicamentos en noviembre del 2007. Es un derivado del sirólimus, se administra a una dosis de 25 mg semanales por vía intravenosa a lo largo de entre 30 y 60 minutos. Se mecanismo de acción consiste en detener el ciclo celular de las células tumorales mediante la inhibición de la proteína mTOR (diana de rapamicina en células de mamífero), mTOR interviene en el control de la división celular, por lo que el fármaco dificulta la multiplicación de las células cancerosas, enlenteciendo de esta forma la progresión de la enfermedad y el crecimiento del tumor. Entre los efectos secundarios más frecuentes que produce se encuentran aumento de la probabilidad de infecciones por virus o bacterias como neumonía, también anemia, disminución de leucocitos en sangre (leucopenia), disminución de plaquetas (trombocitopenia), erupción en la piel, náuseas, diarrea y cefalea.